# لين كيلوغ
لين كيلوغ (بالإنجليزية: Lynn Kellogg)‏ هي ممثلة أمريكية، ولدت في 2 أبريل 1943، وتوفيت في 12 نوفمبر 2020.

## وصلات خارجية
- لين كيلوغ على موقع IMDb (الإنجليزية)
- لين كيلوغ على موقع ميوزك برينز (الإنجليزية)
- لين كيلوغ على موقع قاعدة بيانات برودواي على الإنترنت (الإنجليزية)
- لين كيلوغ على موقع قاعدة بيانات الفيلم (الإنجليزية)